# Дослідницька служба Верховної Ради України
Дослідницька служба Верховної Ради України (до 2022 — Інститут законодавства Верховної Ради України) — установа, що здійснює науково-дослідницьке та інформаційно-аналітичне забезпечення діяльності Верховної Ради України, її органів, народних депутатів України, депутатських фракцій (депутатських груп) у Верховній Раді України. Створена у серпні 2022 року.
Розпорядженням Голови Верховної Ради України № 438 від 11 серпня 2022 року, відповідно до статті 7 Регламенту Верховної Ради України та з метою реалізації заходів щодо підвищення інституційної спроможності Верховної Ради України, передбачених Рекомендаціями Місії Європейського Парламенту щодо внутрішньої реформи та підвищення інституційної спроможності Верховної Ради України, затвердженими Постановою Верховної Ради України від 17 березня 2016 року № 1035-VIII, перейменовано юридичну особу "Інститут законодавства Верховної Ради України" на "Дослідницька служба Верховної Ради України" та змінено її функціональне призначення, згідно з основними завданнями, що визначені у Положенні про Дослідницьку службу Верховної Ради України.

## Призначення
Основними завданнями Дослідницької служби є:
1) науково-дослідницьке та інформаційно-аналітичне забезпечення діяльності Верховної Ради України, її органів, народних депутатів України, депутатських фракцій (депутатських груп) у Верховній Раді України;
2) професійне навчання (підвищення кваліфікації) народних депутатів України, працівників Апарату Верховної Ради України, помічників-консультантів народних депутатів України.
Для виконання цих завдань Дослідницька служба:  
розробляє наукові концепції розвитку законодавчого регулювання суспільних відносин;
проводить наукові дослідження законодавчого регулювання суспільних відносин;
здійснює тематичні дослідження з питань, пов’язаних з опрацюванням законопроєктів, що перебувають на розгляді у Верховній Раді України, розглядом Білої книги, поданої Кабінетом Міністрів України до Верховної Ради України;
проводить дослідження актуальних проблем державної політики;
надає інформаційну допомогу посадовим особам Верховної Ради України, народним депутатам України в підготовці до проведення брифінгів, виступів тощо;
здійснює правовий моніторинг реалізації прийнятого законодавчого акта за зверненням комітету Верховної Ради України;
бере консультативну участь у процесі розроблення проєктів законів України із найважливіших питань розвитку суспільства та держави, а також проєкту Плану законопроєктної роботи Верховної Ради України, здійснює правовий моніторинг його реалізації за зверненням Голови Верховної Ради України, комітету Верховної Ради України;
здійснює експрес-аналіз ризиків законопроєктів, зареєстрованих у Верховній Раді України, за зверненням Голови Верховної Ради України, комітету Верховної Ради України;
узагальнює результати діяльності Верховної Ради України відповідного скликання за зверненням Голови Верховної Ради України або Керівника Апарату Верховної Ради України;
організовує професійне навчання (підвищення кваліфікації) народних депутатів України, працівників Апарату Верховної Ради України, помічників-консультантів народних депутатів України тощо.

## Структура
Відділи:
1. Відділ з питань правової політики, організації публічної влади
2. Відділ з питань національної безпеки та правопорядку
3. Відділ з питань гуманітарної та соціальної політики
4. Відділ з питань економічного розвитку та фінансової політики
5. Тренінговий центр (на правах відділу)
6. Організаційний відділ
7. Відділ бухгалтерського обліку та фінансової звітності

Адреса: 04053, Київ, пров. Несторівський, 4.
Керівник — Ваолевська Леся Анатоліївна, перший заступник керівника — Мищак Іван Миколайович, заступник Керівника — Шамрай В'ячеслав Вікторович.